# Seria Pfunda

Przejścia elektronów w poszczególnych seriach

Seria Pfunda – seria widm powstająca w wyniku emisji fotonów przez elektron w atomie wodoru przechodzący z wyższego orbitalu na orbital 5 (seria O).
Serię opisał jako pierwszy Amerykanin August Herman Pfund w 1924.
Długości fal tej serii to od 2279 do 7457 nm.
Znajdują się one wszystkie w podczerwieni.
| n                 | 6    | 7    | 8    | 9    | 10   | {\displaystyle \infty } |
| Długość fali (nm) | 7476 | 4664 | 3749 | 3304 | 3046 | 2279                    |

Wzór Rydberga dla serii Pfunda ma postać:
{\displaystyle {\frac {1}{\lambda }}=R\left({\frac {1}{5^{2}}}-{\frac {1}{n^{2}}}\right)\qquad \left(R=1{,}0974\cdot 10^{7}{\text{m}}^{-1}\right)}
Gdzie n to kolejne liczby naturalne poczynając od 6 (n = 6, 7, 8...). Linia Lp – α odpowiada n = 6, a granica serii odpowiada granicy wyrażenia dla n dążącego do nieskończoności.
Serie widmowe w atomie wodoru to, według orbitalu docelowego:
1. seria Lymana
2. seria Balmera
3. seria Paschena
4. seria Bracketta
5. seria Pfunda
6. seria Humphreysa